# インボランタリー・アップグレード
インボランタリー・アップグレード（英語: involuntary upgrade）またはオペレーショナル・アップグレード（英語: operational upgrade）とは、航空便の過剰予約（オーバーブッキング）など航空会社側の都合によって、座席がエコノミークラスからビジネスクラスなど、より上位のクラスに変更されること。略してインボラともいう。2クラス以上の機材でエコノミークラスを予約した乗客しかいない場合にシートだけビジネスクラスが選べる、いわゆる「ビジネスクラス開放」とは異なる。
通常のアップグレードの場合は乗客側が希望し、航空運賃の差額を現金で支払うかマイレージサービスのマイルを使用して上位クラスに変更するが、インボランタリー・アップグレードの場合は、航空会社側からの申し出によるものであるため、乗客側の負担はない。
どの乗客をアップグレードさせるかは、多くの場合航空会社の現場による判断に委ねられるが、「割引なしの運賃もしくはより上位の運賃クラスの航空券所持者」「自社や同じ航空連合のマイレージサービス上級会員」「早期に搭乗手続き（チェックイン）を完了した」「こぎれいな服装」などの乗客が優先される。航空会社によって対応は異なるが、ビジネスクラスの乗客であれば、本来利用できる空港ラウンジを使用できない、機内食はエコノミークラスと同等などの制約がある場合がある。また、アップグレードの申し出があるタイミングはチェックイン時、空港ラウンジ利用時、実際に旅客機へ搭乗する間際などさまざまである。
アップグレードさせてもなお定員超過の場合は、希望者を募り補償金を払った上で、別の航空便に振り替えることになるが、非常に稀なケースである。